# 濟古特優素福區

36°31′59″N 6°42′45″E / 36.5331°N 6.7124°E
濟古特優素福區（阿拉伯语：‎），是阿爾及利亞的行政區，位於該國東北部，由君士坦丁省負責管轄，首府設於濟古特優素福，面積367平方公里，2008年人口44,486人，人口密度每平方公里121人。